# 마루오역
마루오역(일본어: 丸尾駅)은 일본 야마구치현 우베시에 위치한 서일본 여객철도 우베 선의 철도역이다. 단선 승강장 1면 1선의 구조를 갖춘 지상역이다.

## 이용 현황
| 승차 인원 추이 | 승차 인원 추이 |
| 연도           | 1일 평균       |
| -------------- | -------------- |
| 1999           | 531            |
| 2000           | 490            |
| 2001           | 440            |
| 2002           | 322            |
| 2003           | 335            |
| 2004           | 306            |
| 2005           | 299            |
| 2006           | 266            |
| 2007           | 253            |
| 2008           | 242            |
| 2009           | 254            |
| 2010           | 255            |
| 2011           | 265            |
| 2012           | 236            |
| 2013           | 243            |
| 2014           | 213            |

## 역 주변
- 야마구치 현립 코코로노 의료 센터

## 역사
- 1924년 8월 17일 : 우베 철도의 혼아지스 역 - 도코나미 역 간 연장에 의해 개업.
- 1943년 5월 1일 : 우베 철도 국유화. 국유 철도 우베히가시 선의 역이 됨.
- 1953년 8월 15일 : 우베히가시 선이 우베 선으로 개칭되어, 당 역도 그 소속으로 함.
- 1987년 4월 1일 : 일본국유철도 분할 민영화에 의해, 서일본 여객철도가 승계.
- 2012년 9월 28일 : 간이위탁 종료에 의해 무인화.

## 인접 역
| 서일본 여객철도 우베 선 | 서일본 여객철도 우베 선 | 서일본 여객철도 우베 선 |
| ----------------------- | ----------------------- | ----------------------- |
| 기와 신야마구치 방면    | ■ 우베 선               | 도코나미 우베 방면      |